# Rafael Rubio Carrión
Rafael Rubio Carrión (Sevilla, 1882-Sevilla, 1941) fue un político español de Sevilla.

## Biografía
Miembro destacado del Partido Republicano Radical y de Unión Republicana, amigo personal y colaborador de Diego Martínez Barrio, así como de las principales figuras políticas y culturales de la época.
En 1910 desempeñó el cargo de secretario del Centro Republicano de Sevilla. Vocal de la Junta Municipal Central del Partido Republicano Radical entre 1930 y 1931 y Teniente de alcalde en el Ayuntamiento de Sevilla en 1931.
Durante el primer bienio republicano fue nombrado gobernador civil de Tenerife, Segovia, Albacete y Castellón. Directivo del Partido Radical-Demócrata y de Unión Republicana en Sevilla entre 1904 y 1908.
Asimismo, miembro destacado de la masonería; perteneció a las logias "Joven Andalucía", "Isis y Osiris", "Trabajo" y "España y Trabajo".
En 1943 fue condenado por el Tribunal de Represión de la Masonería y el Comunismo a dieciséis años de reclusión menor e inhabilitación absoluta y perpetua.
- Datos: Q6097928